# Paavalijärvi
Paavalijärvi eller Pavvaljävri är en sjö i Finland. Den ligger i kommunen Enare i landskapet Lappland, i den norra delen av landet, 1 000 km norr om huvudstaden Helsingfors. Paavalijärvi ligger 222,3 meter över havet. Arean är 59,1 hektar och strandlinjen är 5,96 kilometer lång. Sjön  ingår i Neidenälvens huvudavrinningsområde. 